# Hurriyya Sports Club
Ne doit pas être confondu avec Hurriya SC, club de football syrien
Maillots
Le Hurriyya Sports Club (en maldivien : ވިކްޓްރީ ހުއްރިއްޔާ ކްލަބް), plus couramment abrégé en Hurriyya SC, est un club maldivien de football fondé en 1980 et basé à Malé, la capitale de l'archipel.

## Histoire
Fondé en 1980, le club participe sans discontinuer à la Dhivehi League entre 1996 et 2006, avant de connaître une relégation en deuxième division. Il n'a remporté aucun titre national, s'inclinant à deux reprises en finale de la Coupe des Maldives, en 1998 et 2000. Le club a également disputé deux finales nationales du championnat, pour deux défaites, en 1997 et 1999.
En dépit de cette absence de titres, Hurriyya SC a participé à deux reprises à une compétition continentale. La première a lieu lors de la Coupe d'Asie des clubs champions 2000-2001, où le club maldivien est battu au deuxième tour par les futurs vainqueurs de la compétition, les Sud-Coréens de Suwon Samsung Bluewings (2-1, 0-0). Six ans plus tard, la formation de Malé obtient le droit de participer à la Coupe de l'AFC 2006, après avoir terminé en tête de la Dhivehi League, avant d'être battu en phase finale pour le titre. La découverte de la phase de poules de la Coupe de l'AFC est rude pour les Maldiviens, avec un match nul et cinq défaites en six rencontres, disputées contre des équipes modestes (Selangor FA de Malaisie, Happy Valley AA d'Hong-Kong et le club singapourien de Tampines Rovers FC).

## Palmarès
| Compétitions nationales                                                                                         |
| --- |
| - Championnat des Maldives : - Vice-champion : 1997 et 1999. - Coupe des Maldives : - Finaliste : 1998 et 2000. |

## Personnalités du club

### Présidents du club
- Hussein Zareer

### Entraîneurs du club
- Moosa Manik